# Мурадие
Мурадие (тур. Muradiye), старое название Беркри (арм. Բերկրի, осм. بارکری, курд. Bêgirî) — город и район в провинции Ван (Турция).

## История

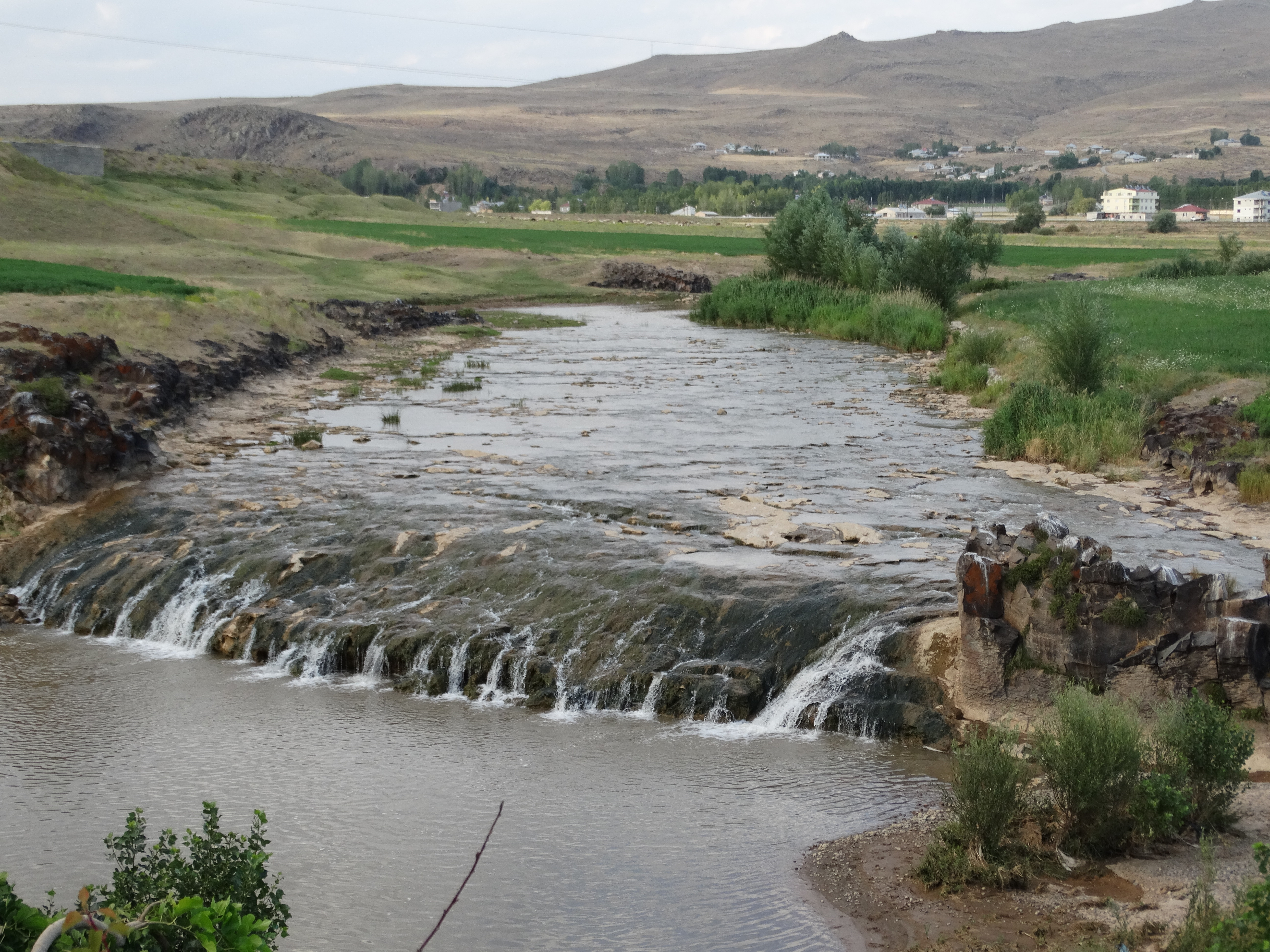
Живописный водопад перед въездом в город

В армянской традиции город назывался Беркри, он входил в уезд Арберани провинции Васпуракан. Рассказывают, что здесь с древнейших времён было много фруктовых деревьев которые из года в год давали обильный урожай. Местные жители при встрече приветствовали друг друга словами «беркри» что по армянски означает «радуйся» как упоминание об обильном урожае.
Как область, так и город принадлежали в раннее средневековье армянскому роду Гнуни, с VIII в. перешли в руки арабского племени утманик. С 80-х годов IX в. вошли в состав армянского царства Багратидов, с XIII века — под властью турок-сельджуков (впоследствии — турок-османов).
В 1915 году здесь проживало 16 964 армян, которые составляли свыше 70% населения города.
Коренное население города — армяне, составляющие большую часть населения района до 1915 года, были либо убиты, либо изгнаны во время Геноцида армян.

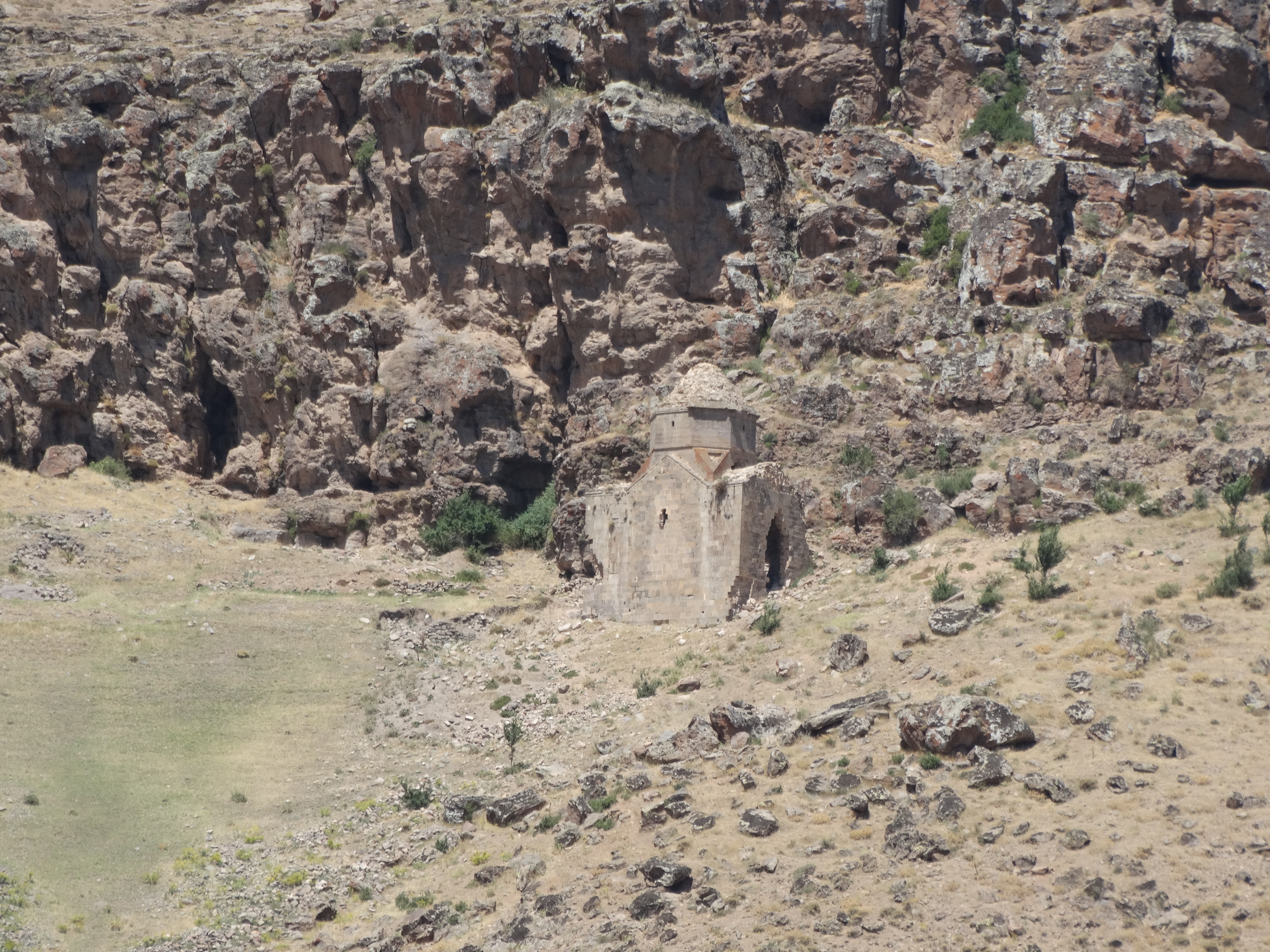
Церковь Сурб Стефанос

## Достопримечательности
- Водопады Беркри. Архивировано из оригинала 10 июня 2014 года.
- Замок Мурадие
- Монастырь Сурб Стефанос (недоступная ссылка — история).
- Монастырь Аргелана Сурб Аствацацин (недоступная ссылка — история).
- Мост Сатани Камурдж. Архивировано из оригинала 17 февраля 2017 года.
- Крепость Горцот (недоступная ссылка — история).